# 市役所停留場

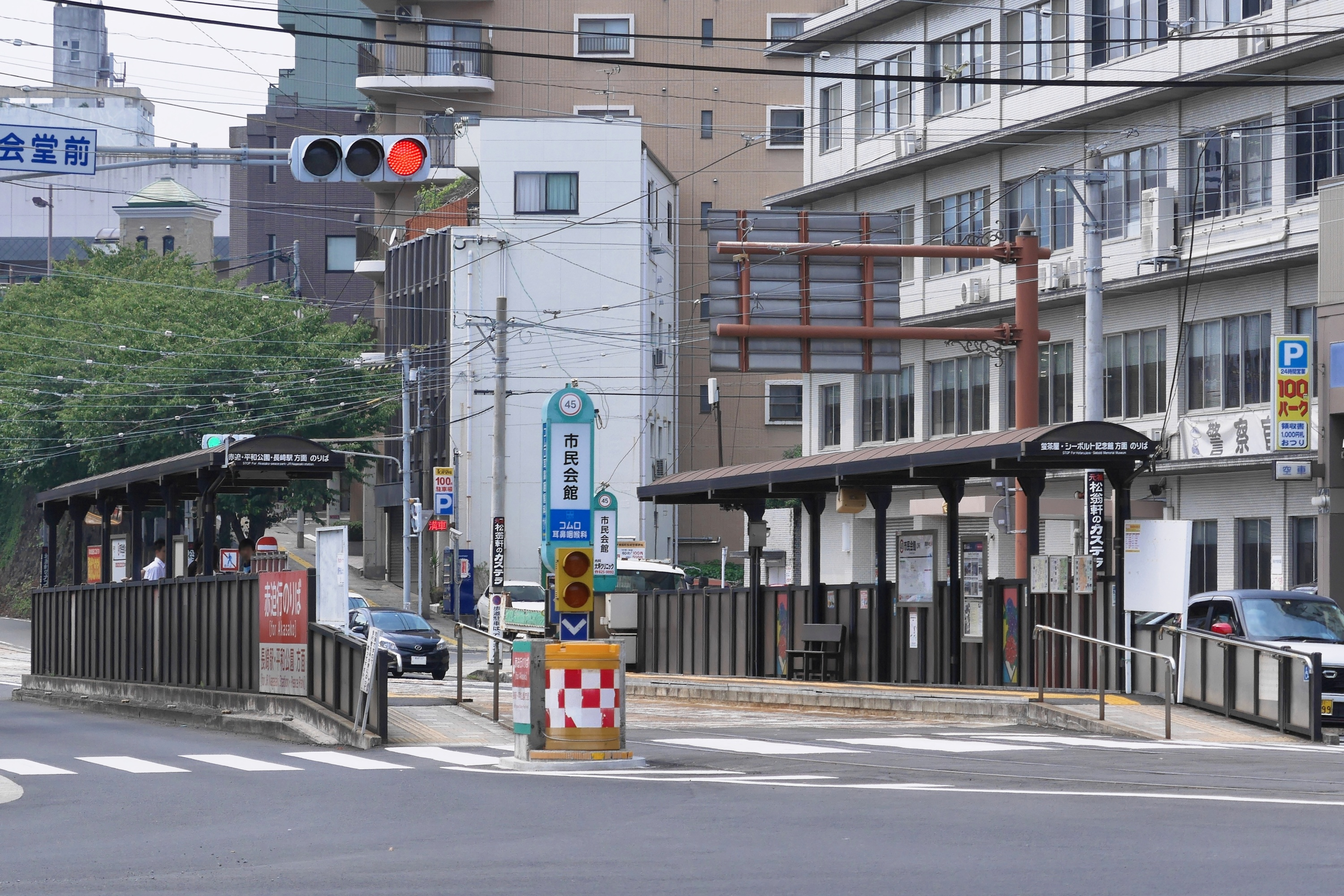
3号系統のりば

市役所停留場（しやくしょていりゅうじょう、市役所電停）は、長崎県長崎市魚の町にある長崎電気軌道の停留場である。駅番号は38と45。
蛍茶屋支線と桜町支線が接続する停留場で、2号・3号・4号・5号各系統が停車する。

## 歴史
当停留場の開業は1954年（昭和29年）であるが、ここではそれ以前に当地に設けられていた古町停留場（ふるまちていりゅうじょう、北緯32度45分0.7秒 東経129度52分53.5秒）についても扱う。

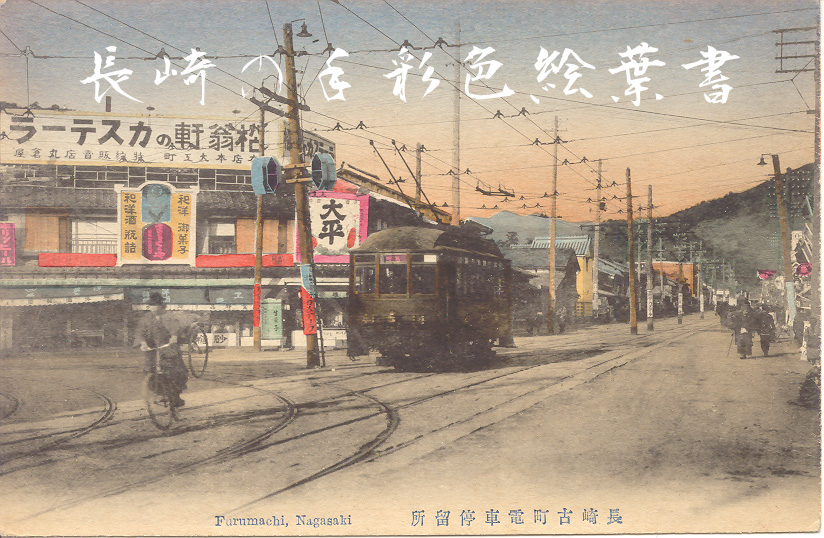
大正時代の古町停留場（手彩色絵葉書）

古町停留場は1920年（大正9年）7月、桜町 - 馬町間の開通に合わせて開業した停留場である。桜町から古町までの区間は当時、国道34号との交差点をピークに40パーミルの急勾配を上り下りする峠越えの区間であった。同年12月には築町から古町までの区間が開通、当停留場から築町・馬町・桜町の3方向に路線が通じるようになった（築町・馬町方面が現在の蛍茶屋支線、桜町方面が桜町支線）。
古町から桜町までの間にあった峠越えの区間は戦後の1954年（昭和29年）に経路が変更され、切通しの中を進み国道を立体交差にてくぐり抜けるようになった。この経路変更に伴い古町停留場は廃止され、代わって築町寄りに移設した上で現在地に開業したのが当停留場である。停留場名は当初桶屋町停留場（おけやまちていりゅうじょう）と称し、1963年（昭和38年）に公会堂前停留場（こうかいどうまえていりゅうじょう）へと改称した。
「公会堂前」の名の通り、かつては停留場前に長崎市公会堂が立地していたが、公会堂は老朽化等の問題があり2015年（平成27年）3月末をもって廃止。停留場名が現状にそぐわなくなってしまったため、2018年（平成30年）に市民会館停留場へと改称された。なお、新しい長崎市役所庁舎が完成後の2023年（令和5年）、市役所停留場に再度改名した。
2020年（令和2年）7月1日より本停留場での乗り換えができるようになった。従来、唯一の乗り換え停留場であった新地中華街停留場が混雑しやすく、観光客が溢れかえっていたため、乗降客の分散を図り混雑を緩和する事が目的である。

### 年表
- 1920年（大正9年）
  - 7月9日：桜町から馬町までの区間が開通[12]、古町停留場が開業[7]。
  - 12月25日：古町から築町までの区間が開通[12]。古町停留場は3方分岐の停留場となる。
- 1954年（昭和29年）3月1日：ルート変更により古町停留場が廃止[7]。築町寄りに移設した上で現在地に桶屋町停留場が開業[7]。
- 1963年（昭和38年）3月：公会堂前停留場に改称[7]。
- 2002年（平成14年）
  - 7月3日：横断歩道橋を撤去[13]。
  - 8月27日：2・4・5号系統側の下りホームを改築[14]。9月12日には上りホームも改築され[14]、横断歩道の供用を開始[13]。
- 2003年（平成15年）3月8日：3号系統側のホームを改築[13]。
- 2018年（平成30年）8月1日：市民会館停留場に改称[9][15]。
- 2020年（令和2年）7月1日：3号系統-4・5号系統の乗り換え電停となる。
- 2023年（令和5年）1月4日：市役所停留場に改称[10]。

## 構造
蛍茶屋方面（蛍茶屋支線下り）から来た線路は公会堂前交差点で長崎駅前方面（桜町支線）と西浜町方面（蛍茶屋支線上り）に分岐する。かつては3方向の軌道が相互に接続して3方分岐のデルタ線を形成していたが、後述の脱線事故に伴う対策工事により、現在は長崎駅前方面と西浜町方面との相互の移動はできない。
市民会館停留場は併用軌道区間にあり、乗り場は長崎駅前寄りと西浜町寄りの2か所に設置されている。いずれも2面のホームが2本の線路を挟んで向かい合わせに配される（相対式ホーム）。長崎駅前寄りの乗り場を使用するのは桜町支線に乗り入れる3号系統のみで、それ以外の2・4・5号系統は西浜町寄りの乗り場を使用する。2・4・5号系統側の乗り場には横断歩道橋が接続していたが、交通渋滞対策のために2002年に撤去され、合わせて乗り場が改修された。翌年には3号系統側の乗り場も改修され、ホームの拡幅延長がなされている。
3号系統と4・5号系統を全国相互交通系ICカードで乗り継ぐ場合、30分以内に乗り継ぐと2回目の運賃が無料になる（各系統の運行区間が重複する蛍茶屋方面との乗り継ぎを除く）。
かつて存在したデルタ線の一辺、長崎駅前方面と西浜町方面を結ぶ軌道は遅れて敷設された。通常の運行では使用されていなかったが、2000年10月に長崎駅前から桜町 - 西浜町 - 大波止と環状運転する循環系統が試験的に運行された際に使われた。循環系統については1934年から1937年（昭和9年から昭和12年）まで運行されていたことがあり、当時の古町停留場にも3方分岐の線路が敷かれていた。

## 脱線事故

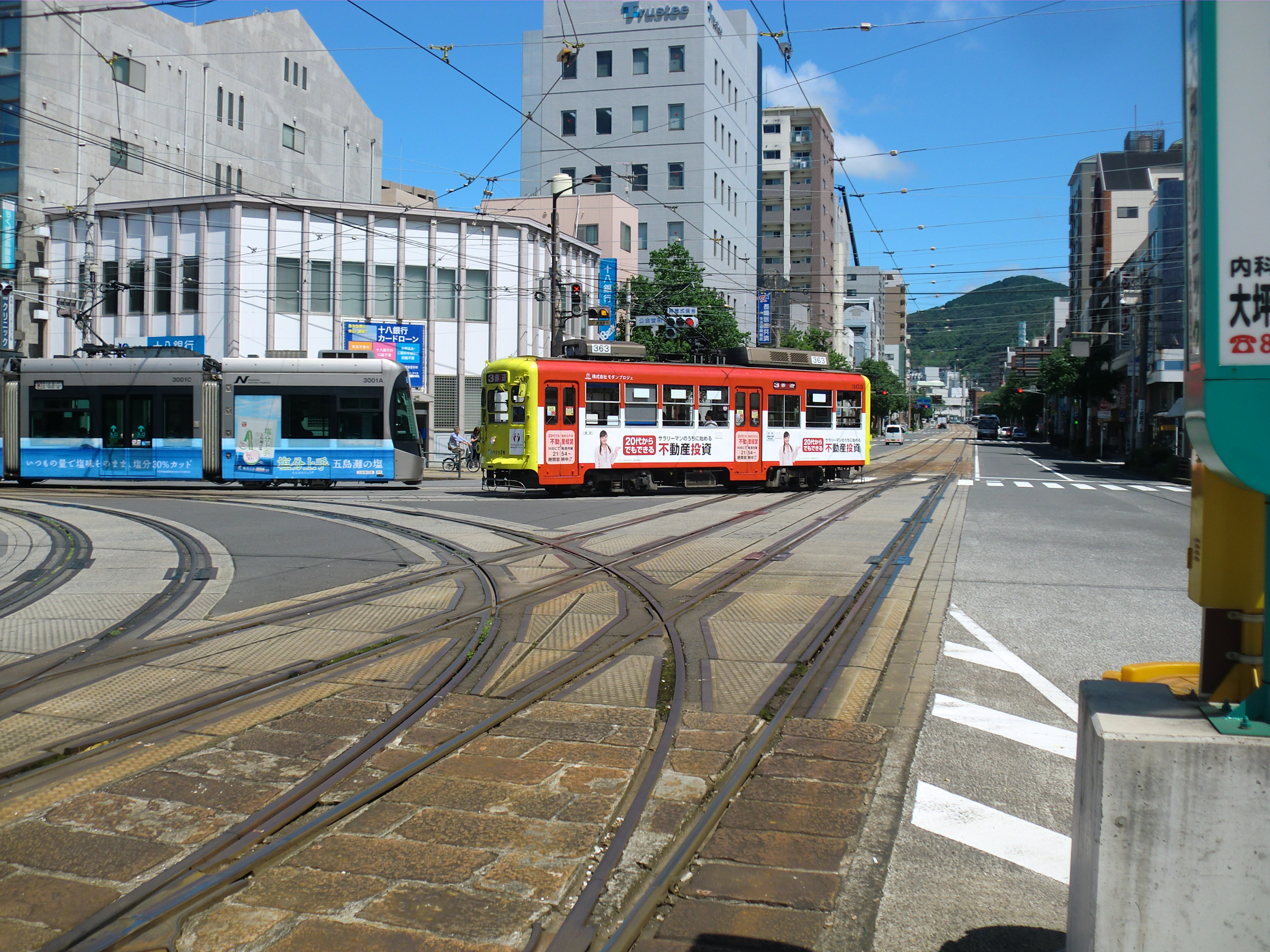
2・4・5号系統のりばから望む停留場の分岐部（奥が蛍茶屋方面）。電車が通過している箇所が脱線事故現場の右折軌道に相当する（2015年）

市民会館停留場の分岐部では2007年（平成19年）以降5回の脱線事故が発生している。脱線したのはいずれも3号系統蛍茶屋発赤迫行きの電車で、蛍茶屋方面から長崎駅前方面に向かう右折軌道を通過中に脱線した。
1回目の脱線
2007年5月19日に発生。翌日20日の始発より運転を再開する。
2回目の脱線
1回目の事故より5日後の2007年5月24日に発生。3号系統赤迫行きが2007年7月18日まで運休。
3回目の脱線
2015年10月11日に発生。3号系統は運休、翌年の2016年5月23日に正常ダイヤに復旧した。
4回目の脱線
復旧より10日後の2016年6月2日に発生。3号系統をはじめ一部系統が運転を中止、2016年6月10日に3号系統赤迫行きを除いて運転を再開。残る3号系統赤迫行きは翌年の2017年11月29日に再開した。
5回目の脱線
2020年4月21日に発生。翌日22日の始発より運転を再開する。
このうち3回目の脱線については、分岐部に設けられたV字型のレール（ノーズレール）の先端部（ガードノーズ）が摩耗したことが脱線原因の一つであり、対策としてガードノーズの高さを低くし摩耗を抑えるようにした。ところがこの設計変更によりレールの強度が落ち、車輪の接触により変形、これが4回目の脱線を引き起こしたと見られている。事故を調査した運輸安全委員会は事故現場である右折軌道の曲線半径が20メートルと非常に小さいことも4回の脱線事故を引き起こした背景にあると考え、半径を大きくすることが望ましいと指摘。長崎電軌はガードノーズの高さを元に戻し、曲線半径を35メートルへ緩める改良工事を実施した。

## 利用状況
長崎電軌の調査によると1日の乗降客数は以下の通り。
- 1998年 - 4,806人[1]
- 2015年 - 3,300人[39]

## 周辺
長崎市役所や長崎市民会館などの公共施設が集積する。観光名所の眼鏡橋は隣のめがね橋停留場が最寄りであるが、当停留場からでも徒歩数分の距離である。
廃止された古町停留場から桜町停留場までの旧線区間は一部が道路として存置されていて、古町交差点付近では往時の様子を留める。古町から峠の頂点へ向かう上り坂の一部は、40パーミルの勾配もそのままに勝山市場の通路として利用されている。
- 興福寺
- 晧台寺
- 松翁軒（カステラ）
- 亀山社中記念館

## 登場する作品
- 『7月24日通りのクリスマス』 - 2006年公開の映画。「長崎西通り」の名前で登場する[41]。

## 隣の停留場
長崎電気軌道
蛍茶屋支線
めがね橋停留場 (37) - 市役所停留場 (38) - 諏訪神社停留場 (39)
桜町支線
桜町停留場 (44) - 市役所停留場 (45)
- めがね橋停留場との間には、1954年（昭和29年）まで酒屋町停留場が存在した。